# Tidaholms Väl
Tidaholms Väl är ett lokalt politiskt parti i Tidaholms kommun.

## Valresultat
| År   | Andel röster | Antal mandat |
| ---- | ------------ | ------------ |
| 1998 | 6,7 %        | 3 (av 41)    |
| 2002 | 3,0 %        | 1 (av 41)    |